# Visperad
Visperad (auch Visparad und Vîspered, Avestische Sprache) ist der Name des vierten Buches des Avesta, der heiligen Schrift der auf den iranischen Religionsstifter Zarathustra zurückgehenden Lehre des Zoroastrismus.
Das Wort „Visparad“ bildet sich aus zwei Teilen: Vispa (Avestisch und Altpersisch; Pahlavi: Visp: „alle“) und Ratu  (Avestisch; Pahlavi und Neupersisch: Rad; „Geistiger Meister und Herr“ oder „Geistiges Vorbild“).
Der Visparad besteht nach verschiedenen Einteilungsschemata aus 22 bis 27 Abschnitten. Ein Abschnitt wird als „Karda“ bezeichnet. Die weit bekannte Einteilung nach Geldner ergibt 24 Kardas.
Inhaltlich lässt sich der Visparad als ein Loblied auf die Schöpfung bezeichnen, das in der Liturgie mit dem Yasna verbunden wurde. Im Zoroastrismus findet der Terminus „Ratu“ oder „Rad“ auf jene Elemente des Seins Anwendung, welche als gut und von besonderem Wert, hierbei insbesondere als das Leben fördernd und die Freude vermehrend gelten.
So werden im Visparad neben den verschiedensten Teilen der Schöpfung, welchen jeweils eine hervorgehobene Unterart oder Untereinheit als besonders wertvoll und damit als „Ratu“ zugeordnet wird, auch grundlegende Begrifflichkeiten als „Ratu“ bezeichnet, welche zugleich ein Gerüst zoroastrischer Weltsicht und Quellen der alt-iranischen Philosophie erkennen lassen. Hierzu zählen verschiedene Begriffe, die teils als alt-iranische „Gottheiten“ (Avestisch: Yazata, Pahlavi: Yazd, Neupersisch: Izad bzw. die Amescha Spenta) zu finden sind, als Beispiel Vohumana („Gutes Denken“), Anahita (u. a. Yazat der Reinheit), „Tschisti“ („Wissen“) oder „Adâ“ („Gute Belohnung“).
Im Visparad erscheint Zarathustra selbst als „Ratu“, ebenso Frauen und Männer, welche glauben und mit „gutem Denken, gutem Wort und guter Tat“ durch das Leben schreiten.
Die Natur erscheint im Visparad als ein Ort vielfältiger Segen, welche genannt und deren jeweils höchste Art als „Ratu“ hervorgehoben wird. So finden u. a. Tiere, Pflanzen, Berg und Meer einen „Höchsten“. Konkret wird unter den Pflanzen Haoma und unter allen Bergen dem Gipfel „Hokar“ (Avestisch „Hukairyah“) dieser Rang zugesprochen, einem Berg, an dessen Hängen Anahita der Erde den Segen des Wassers schenkt.
Der Text verwandelt sich in eine Hymne des Dankes an Gott, Ahura Mazda, der – ebenso wie an anderer Stelle die Person Zarathustras – als Ahu und Ratu bezeichnet wird, „Ahu“ (Avestisch) im Sinne des „Weltlichen Herrn“ im Vergleich zum „Ratu“ als dem „Geistigen Herrn und Meister“.
Dem Element der Zeit werden sechs „Ratus“ zugesprochen. Diesen entsprechen die sechs alt-iranischen „Gâhânbârs“ (Pahlavi und Neupersisch), Freudenfeste, zu denen auch einige noch heute verbreitete gehören, hierunter das bekannteste und weit über die Grenzen der Zoroastrier und des heutigen Irans hinaus gefeierte Fest Nouruz. Der freudige Charakter dieser „Gâhânbârs“ und das Fehlen eines Trauerfestes an dieser Stelle wird auf dem Hintergrund des lebensbejahenden Charakters der Lehre Zarathustras gesehen.
Die Idee des „Höchsten“ jeder Art des Seienden erscheint auch in späteren Werken, so im mittelpersischen Buch „Bundahischn“. Das Höchste, Ratu, erscheint zugleich als Bindeglied unter allen Seienden und als Hinweis auf Gott, Ahura Mazda. Entwicklungen und Charakteristika späterer Epochen der iranischen und insbesondere persischen Poesie und Philosophie u. a. der postislamischen Ära werden teils in diesem Zusammenhang betrachtet, so u. a. in Rumis und Saadis wiederkehrender Formel, dass durch einen klaren Blick auf jegliches Phänomen des Seins vom Ganzen bis zum einzelnen Detail Gottes Antlitz in erhabener Schönheit zu erkennen ist. Unter diesem Aspekt erscheinen Gott, Natur und Schöpfung vereint. Ethische Grundsätze zoroastrischen Denkens finden auf der Grundlage dieser Einheit und konkret in den im Visparad und im Buch Yasna des Avestas niedergelegten Beschreibungen besonderen Ausdruck.